# 平成23年台風第6号
平成23年台風第6号（へいせい23ねんたいふうだい6ごう、アジア名：マーゴン）は、2011年7月に発生し、複雑な動きをした台風である。この台風は統計史上7月最強級の勢力となっており、8月12日の閣議において、局地激甚災害に指定された。

## 概要

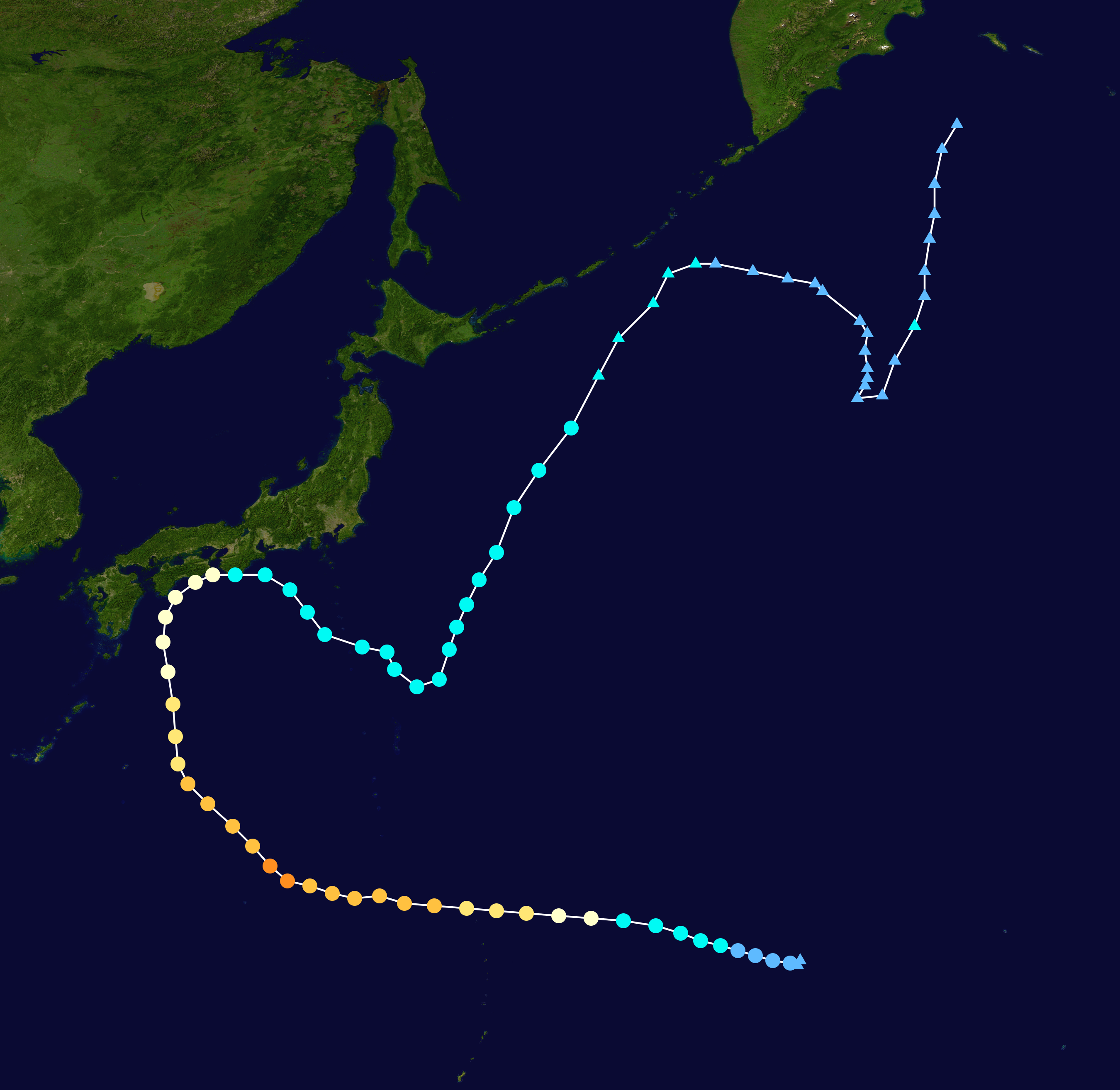
進路図

南鳥島近海を西へ進んでいた熱帯低気圧が、7月12日15時にグアム島の東北東1280kmで台風となり、アジア名「マーゴン（Ma-on）」と命名された。命名国は香港で、山の名前に由来する。また、フィリピン大気地球物理天文局はこの台風について、フィリピン名「イネン（Ineng）」と命名した。台風は、15日には大型で非常に強い勢力になり、16日には超大型の台風になった。そのため、台風から大きく離れた地域でも波が高くなり、水の事故が相次いだ。なお、15日にはフィリピンの東海上で台風7号も発生したが、台風7号から変わった熱帯低気圧を吸収した。いわゆる藤原の効果である。6号は17日に沖縄の大東島地方に接近し、19日には 九州・四国・本州の一部が暴風域に入った。20日の午前0時30分に徳島県南部に一度上陸するが、すぐに通過して、そのまま午前10時ごろに紀伊半島潮岬を通過。今度は南寄りに進路を変えて、本州の南東をさまよう。その後再度進路を北に転じ、24日に本州の東海上で温帯低気圧に変わった。温帯低気圧は7日後に、カムチャッカ半島沖で消滅した。
この台風のように、一度は北上して日本に上陸した後、そのまま一気に北上せず、一旦南下して再度北上するケースはかなり稀であった。そのため小笠原諸島では、一度通過した台風が1週間後に再び接近するという珍事が発生した。

## 気象状況

### 大雨
17日18時から東海地方で雨が降り始め、台風の接近により南からの湿った暖かい空気が流入した19日から20日にかけては、東海地方や関東甲信地方では所々で非常に激しい雨が降り17日18時から21日24時までの総降水量は、東海地方や関東地方の一部で500ミリを超える大雨となった。また、この台風は移動速度が比較的遅かったこともあり、長時間台風の影響を受けた地域もあった。
1時間雨量
神奈川県箱根町（箱根）：80.5ミリ（7月19日16時33分まで）
三重県大台町（宮川）：74.0ミリ（7月19日22時46分まで）
24時間雨量
三重県大台町（宮川）：801.0ミリ（7月20日2時40分まで）
静岡県静岡市葵区（井川）：537.0ミリ（7月20日4時10分まで）
宮川、井川での統計開始以来の極地を更新した。
日降水量
三重県大台町（宮川）：764.0ミリ（7月19日）
静岡県静岡市葵区（井川）：527.5ミリ（7月19日）
宮川、井川での統計開始以来の極地を更新した。

### 暴風
東海地方の沿岸部や伊豆諸島では風速20m/s以上の非常に強い風が吹き、三重県津市津で24.6m/s、東京都三宅村三宅島で23.8m/sを観測した
最大瞬間風速
三重県津市（津）：33.2m/s（7/19日11時27分）
静岡県南伊豆町（石廊崎）：30.6m/s（7/21日9時11分）
最大風速
三重県津市（津）：24.6m/s（7/19日11時30分）
東京都三宅村（三宅島）：23.8m/s（7/21日9時41分）

## 影響・被害
台風の接近に伴い水の事故も多発し、7月16日、沖縄県内で2名が死亡、1名が重体となった。7月17日には愛知県で釣りをしていた男性1名、三重県で真珠の養殖のため潜水中の男性が死亡、男子中学生1名が行方不明となった。7月18日、神奈川県の海岸で男子高校生1人が高波にさらわれて行方不明となった。また茨城県の海岸でも中学生1人が行方不明となった。宮崎市では屋根の修理をしていた男性が転落、意識不明の重体となった。高知県では四万十川河川敷の草むらで1人が死亡しているのがみつかった。
三重県伊賀市で7月23日に水死して見つかった男性が7月25日、台風6号の死者に計上された。
又、三重県、和歌山県などで住宅の半壊1棟、一部破損は31棟で、床上・床下浸水は150棟の被害があった。
日本政府は8月12日の閣議で高知県安芸市、北川村、檮原町、三重県大台町、和歌山県新宮市、白浜町など局地激甚災害に指定した。

### 新燃岳関連
宮崎県の都城市では土石流が発生する恐れがあるとして、市内の新燃岳周辺に住む460世帯に避難勧告を出した。

### 福島第一原子力発電所事故関連
福島第一原子力発電所では7月18日から3号機タービン建屋の屋根を鉄板で塞ぐ対策を始めた。

### 交通
JR四国が全線で19日の12時以降の運行をとりやめたほか、本州の東海道新幹線、関西本線、北陸本線にも運転を見合わせた区間があった。航空、フェリーのダイヤも乱れた。
高速道路も、東名高速道路・富士ICから清水ICの間が高潮で通行止めになったほか、中央自動車道八王子から上り線は勝沼IC、下り線は大月ICの間が大雨で一時通行止めとなった。
和歌山県新宮市の熊野古道の「大雲取越えルート」（那智勝浦町 - 新宮市）が長さ10メートル、高さ数メートルにわたり崩落した。

### 農林漁業
徳島県では農業被害額が約10億円相当に上った。種類別では農産物が7億3600万円で最も大きかったのは鳴門市などのレンコンで5億2800万円。農業施設は2億9000万円。高知県では4億1997万円相当に上った。最も大きいのはショウガの1億829万円だった。水田は2183万円。香川県では丸亀市などでモモや柿の落下などにより約1億2900万円の被害が出た。
宮崎県では約5億6480万円相当に上った。最も大きいのは葉タバコの2億4600万円。水田は早場米を中心に約2億1800万円。大分県では豊後大野市などでのたばこの被害約7400万円など、約9600万円。
和歌山県では16億6227万円に上った、このうち林業関連では9市町村で9億9960万円、農地農業用施設関連では11市町で6億300万円の被害があった。また串本町では養殖マグロなど3053万円の被害が出た。
三重県大台町で1億8900万円、高知県北川村で9600万円、梼原町で6000万円、和歌山県新宮市で4000万円、白浜町で3600万円の被害が出て局地激甚災害に指定された。

### 公共土木施設
東かがわ市の与田川の護岸崩壊などにより、香川県では被害額が約7800万円となった。海岸の防波堤･防潮堤も一部地域で破損した。また、高知県安芸市で10億1000万円、三原村で1億6000万円の被害が出て、局地激甚災害に指定された。
また高知市の高知新港の南にある防波堤が8.9メートル移動したことがわかった。

### スポーツ
- 競輪 - 7月19日、小松島競輪場の記念競輪(GIII)の開催を6レース以降打ち切り。よって、最終11レースに行われる予定だった決勝戦は実施されなかった[33]。